# Pinterest
Pinterest ist eine Online-Pinnwand für Grafiken und Fotografien mit optionalem sozialem Netzwerk inklusive visueller Suchmaschine. Sie ist seit 2010 online.
Der Name Pinterest ist ein Kofferwort aus den englischen Wörtern pin ‚anheften‘ und interest ‚Interesse‘. Gemeint ist damit, dass man sich nützliche Ideen, die dem eigenen Interesse entsprechen, auf Pinnwänden merken kann. Diese Vorgehensweise ist entweder öffentlich oder (seit Ende 2012) auf geheimen Pinnwänden möglich.
Im Geschäftsjahr 2021 beschäftigte das Unternehmen 3225 Mitarbeiter und die Website hatte mehr als 400 Millionen Nutzer weltweit.
Pinterest wird von CEO Ben Silbermann geführt und wurde 2010 von Silbermann, Evan Sharp und Paul Sciarra gegründet.

## Geschichte
- März 2010: Pinterest ging online, zunächst als Beta-Version und nur für einen geschlossenen Nutzerkreis.[5]
- Herbst 2010: Versuche, einen Großinvestor oder Käufer für Pinterest zu finden, scheiterten.
- Frühling 2011: Silbermann und seine Mitarbeiter stellten die iPhone-App fertig, während sie weiterhin in einem kleinen Apartment arbeiteten.
- 16. August 2011: Das Time-Magazin listete Pinterest auf Platz 38 der „50 besten Websites“ des Jahres.[6]
- Dezember 2011: Pinterest wurde mit 11 Millionen wöchentlichen Besuchern in den Top Ten der sozialen Netzwerke gelistet.
- 2012: Das Unternehmen stellte sich international auf und expandierte bewusst Richtung Südamerika, Europa und Asien.
- August 2012: Seither kann sich jeder bei Pinterest auch ohne Einladung anmelden. Die Firma sammelte Risikokapital im großen Stil ein.
- Oktober 2012: Pinterest schaffte die Option von Business-Accounts.
- 2015: Die Zahl der Pinterest-Nutzer ging Richtung 100 Millionen.[7] Mit „Promoted Pins“ wurden kostenpflichtige Möglichkeiten angeboten.
- 2017: Pinterest erhöhte sein Stammkapital um 150 Millionen US-Dollar, der Wert des weiterhin privaten Unternehmens wurde auf mehr als zehn Milliarden US-Dollar geschätzt.[8]

## Funktion

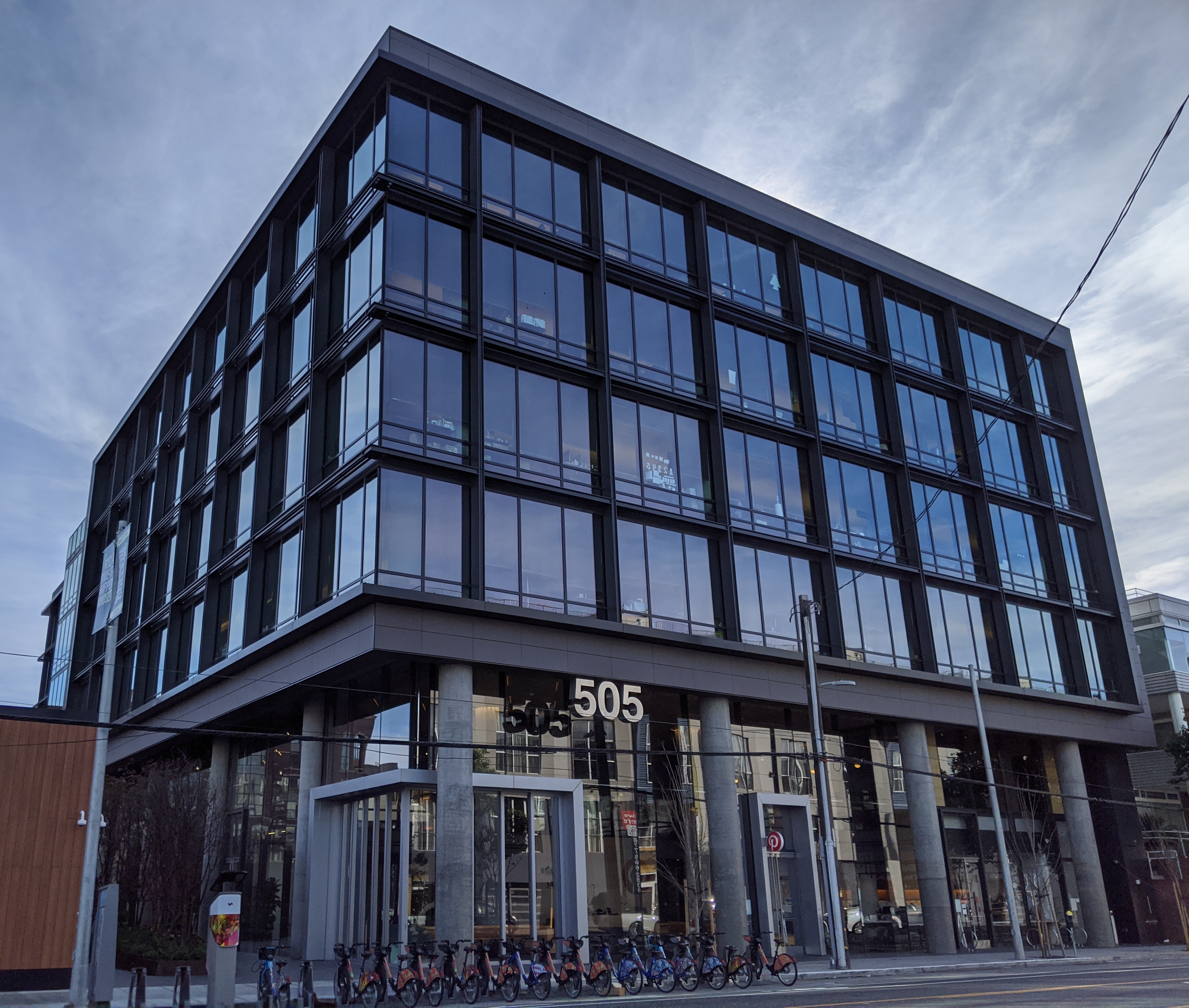
Bürogebäude von Pinterest in San Francisco (2019)

Sinn und Zweck ist der Austausch über verschiedene Hobbys, Interessen und Einkaufstipps. Registrierte Nutzer können Pinnwände erstellen, und andere Nutzer können dieses Bild ebenfalls teilen (repinnen) und kommentieren. Das Unternehmen Pinterest hat seinen Hauptsitz im Stadtteil South of Market von San Francisco.
Die visuelle Suchmaschine wird mit Hilfe von maschinellem Sehen und maschinellem Lernen betrieben. Sie baut auf einer Sammlung von mehr als 175 Milliarden mit Daten hinterlegten Bildern auf, die von Menschen auf der ganzen Welt kuratiert wurde. Nutzer können sich Bilder sowie Videos auf ihren Pinnwänden merken.
85 % der Nutzer verwenden Pinterest über die entsprechende Smartphone-App.

## Nutzungsbedingungen
Im März 2012 passte Pinterest neben Instagram und Tumblr seine Nutzungsbedingungen an. Grund dafür waren Pro-Ana-Fotos und Beiträge, die die Erkrankung Magersucht verherrlichen. Zusätzlich zu diesem verankerten Verbot des Anpreisens von selbstverletzendem Verhalten werden auch Warnhinweise mit Hilfsangeboten in den Netzwerken angezeigt.

## Verbreitung
Laut Alexa Internet war Pinterest Mitte 2017 auf Platz 63 der meistbesuchten Webseiten weltweit, auf Platz 24 in den Vereinigten Staaten und Platz 58 in Deutschland. Im April 2017 lag Pinterest in den Vereinigten Staaten bei 70 Millionen Nutzern. Dabei sind die Nutzer von Pinterest zu großen Teilen weiblich. Das TIME Magazine wählte Pinterest zu den „50 besten Websites“ des Jahres 2011. 2012 verursachte Pinterest ähnlich viel Datenverkehr wie Google oder Twitter. Die News-Website AllThingsD veröffentlichte im Juni 2012 eine (nicht repräsentative) Statistik des Softwareunternehmens Monetate, nach welcher das Datenaufkommen bei Pinterest 2011 um 2535 Prozent stieg (im Vergleich dazu betrug die entsprechende Rate bei Facebook 2,7 Prozent, allerdings ausgehend von einem absolut gesehen höheren Niveau). Zudem habe sich die Konversionsrate demnach bei Pinterest von 0,29 auf 0,43 Prozent und bei Facebook von 0,49 auf 0,61 Prozent erhöht. Auch im Onlinemarketing sowie in der Public Relations und im Social Media Marketing hatte Pinterest zu dieser Zeit Bedeutung gewonnen. Viele deutsche Unternehmen bezogen die visuelle Suchmaschine in ihre Marketingstrategie ein und erhielten einen signifikanten Anteil ihres Social Referral Traffics über Pinterest. Mit 840.000 Besuchern im März 2012 hatte die Plattform bereits studiVZ überholt.
Das Netz hatte im Juli 2013 ca. 70 Millionen Nutzer weltweit und überschritt im September 2018 die Zahl von 250 Millionen monatlich aktiven Nutzern.

## Kritik

### Monetarisierung
Das Geschäftsmodell von Pinterest ist primär auf das Anbieten von Werbe-Pins, sogenannter Promoted Pins, ausgelegt. Diese können von Werbetreibenden unter anderem über einen Self-Service-Ads-Manager gebucht und an definierte Zielgruppen ausgespielt werden. Laut Aussage des Unternehmens sei der Vorteil dieser Werbe-Pins, dass sie sich nahtlos einfügen lassen und vom Nutzer nicht als störende Werbung empfunden werden. Aktuell sind Promoted Pins in den Vereinigten Staaten, im Vereinigten Königreich und weiteren englischsprachigen Märkten erhältlich.
Für Diskussion sorgte in der Vergangenheit die Art der Monetarisierung, auf die es in den Bestimmungen der Seite keinen Hinweis gab. Medienberichten zufolge wurde bei Links eine PartnerID mit übergeben, um mit den „Affiliate-Marketing-Links“ Provisionen bei nachfolgenden Einkäufen zu erhalten. Allerdings erwirtschaftet Pinterest über Affiliate-Links keine Einnahmen, sondern ausschließlich über Werbeanzeigen in den Vereinigten Staaten, Kanada, im Vereinigten Königreich und den weiteren englischsprachigen Märkten.
Durch die Einführung von Rich Pins können Nutzer und Unternehmen mehr zusätzliche Informationen über eine Idee zur Verfügung stellen, als dies mit einem üblichen Pin möglich ist. Hierfür stehen drei verschiedene Arten von Rich Pins zur Auswahl: Artikel-, Produkt- und Rezept-Pins.
Im Jahre 2018 führte Pinterest zahlreiche neue Nutzerfunktionen ein wie Shop the Look, Pincodes und Pinterest Lens ein. Zudem gibt es seit Februar 2018 Funktionen, die das Sortieren und Organisieren von Pins und Pinnwänden erleichtern.

### Urheberrecht
Das abweichende Urheberrecht der Vereinigten Staaten sorgte in Europa für Urheberrechtsverletzungen, wodurch Nutzern Abmahnungen drohen.
Wer Inhalte auf Pinterest teilt, trägt selbst die Haftung dafür, dass nicht gegen das Urheberrecht verstoßen wird. Urheberrechtlich geschützte Werke dürfen nur mit Zustimmung des Urhebers veröffentlicht und vervielfältigt werden. Inhalte auf Pinterest werden bewusst veröffentlicht, und somit muss als Privatperson dafür gehaftet werden.
Viele der Inhalte auf Pinterest kommen von Unternehmen, die ein Interesse daran haben, ihre Inhalte einem breiten Publikum zugänglich zu machen. Pinterest bietet jedoch die Möglichkeit an, Inhalte individuell entfernen zu lassen, die gegen das Urheberrecht oder gegen weitere Richtlinien verstoßen.

### Einschränkungen
Nicht jeder Link kann uneingeschränkt gepinnt werden. Momentan ist es wegen eines „möglichen Verweis auf unanständige Inhalte“ beispielsweise nicht möglich, Links von Lycos (USA)  oder Wattpad zu speichern. Auch bei anderen Webseiten ist mitunter nur ein manuelles Hinzufügen eines Pins möglich (inklusive manuellem Hochladen eines Referenzbildes), da kein Referenzbild geparst werden konnte oder die betreffende Website keine Bilder oder nur zu kleine Bilder zur Verfügung stellt. Bilder auf Pinterest kann nur derjenige einsehen, welcher sich mit einer gültigen E-Mail-Adresse und einem Passwort registriert und jeweils anmeldet.